# Eitetsu Hayashi
Eitetsu Hayashi (2 febbraio 1952) è un musicista giapponese.
Hayashi è conosciuto per le sue performance in taiko. Da giovane ha fatto parte del gruppo Ondekoza, per poi lasciare la band e passare a un altro gruppo di taiko chiamati Kodo, subito lasciato per intraprendere una carriera di solista. Hayashi si è esibito in luoghi importanti, come la Carnegie Hall nel 1984 ed è stato il primo artista taiko presente presso l'istituto. La sua attività gli è valsa numerosi premi, che riconoscono il valore culturale delle sue opere.